# Xiu Xiu
Pour le film de 1998, voir Xiu Xiu (film).
Xiu Xiu (prononcé chouchou) est un groupe de rock expérimental américain, originaire de San José, en Californie. Le groupe est basé autour de son meneur, Jamie Stewart : le reste des membres est à géométrie variable. Xiu Xiu inclut de nombreux genres dans sa musique : noise, electro, pop, folk...
La majorité des paroles de leurs chansons traitent de sujets moroses comme le suicide, le SIDA, la guerre et les expériences tabou. Musicalement, Xiu Xiu, influencé par des groupes post-punk comme The Cure et Joy Division, mélange souvent des percussions cacophoniques à différents genres lyriques.

## Biographie

### Création et débuts (2002–2004)

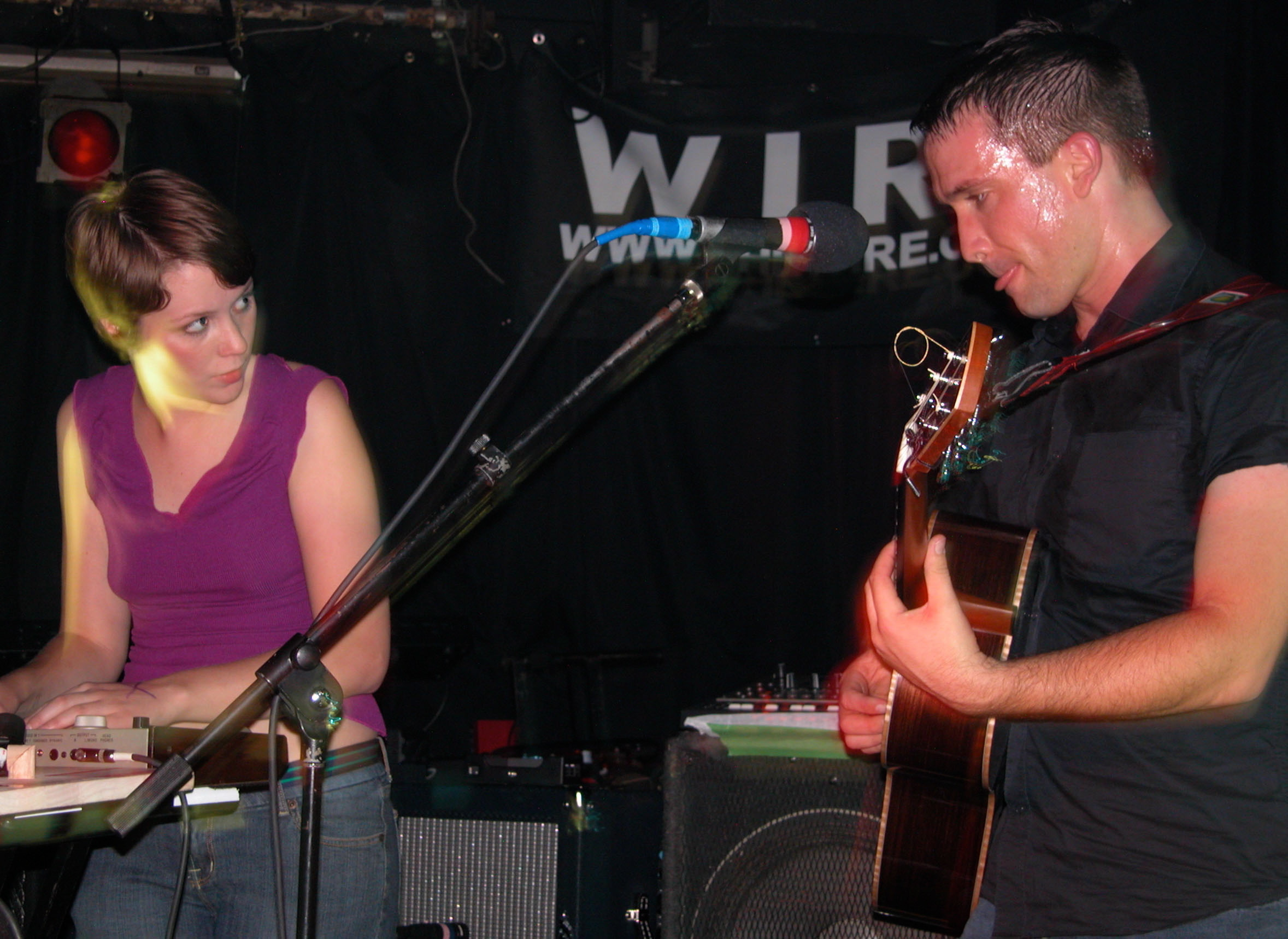
Caralee McElroy et Jamie Stewart de Xiu Xiu, en concert au Adventures in Modern Music festival organisé par The Wire, édition 2004

Jamie Stewart forme Xiu Xiu en 2002 après la séparation de son ancien groupe, Ten in the Swear Jar
. Stewart et Cory McCulloch continuent dans leur ancien groupe, et sont rejoints par Yvonne Chen et Lauren Andrews. Le style musical du groupe se caractérise par l'usage d'instruments indigènes et ses instruments de rock traditionnels traditionnel : harmonium, mandoline, brass bells, gongs, claviers, et un mélange de guitarrón mexicano et de violoncelle.
Xiu Xiu tourne en soutien à son premier album, Knife Play, et à son successeur l'EP, Chapel of the Chimes, en 2002, mêlant mélodie et cacophonie.
Après 2002, change de formation après le départ d'Yvonne Chen qui tiendra une boutique vegan appelée Otsu et un magazine intitulé Zum, et de Cory McCulloch qui arrêtera les tournées pour se consacrer à deux futurs albums du groupe. La perte de Michael Stewart, musicien, producteur et père de Jamie Stewar affecte Xiu Xiu ; il s'est suicidé dans son appartement,. En deuil, Stewart enregistre la suite de Knife Play, A Promise, sorti en 2003.
Désormais consacré à sa vie personnelle de Jamie Stewart – comme en témoignait Knife Play – A Promise est un album-concept traitant du désespoir personnel. À cette période, Stewart enregistre Fag Patrol, une collection d'anciens morceaux et de démos issues de The Smiths et de son ancien groupe avec McCulloch, Ten in the Swear Jar. Fag Patrol est limité à une centaine d'exemplaires faits maison. Au printemps 2004, Stewart et McCulloch publient ce qui sera considéré par les auditeurs comme le plus accessible, Fabulous Muscles. Bien plus orienté pop que ses prédécesseurs, Fabulous Muscles popularise Xiu Xiu grâce à son single I Luv the Valley OH!. Avec le départ de Lauren Andrews en 2003 – qui souhaitait reprendre ses études – Stewart se joint à un cousin « perdu de vue », Caralee McElroy en 2004.

### DeLa ForêtàDear God, I Hate Myself(2004–2010)

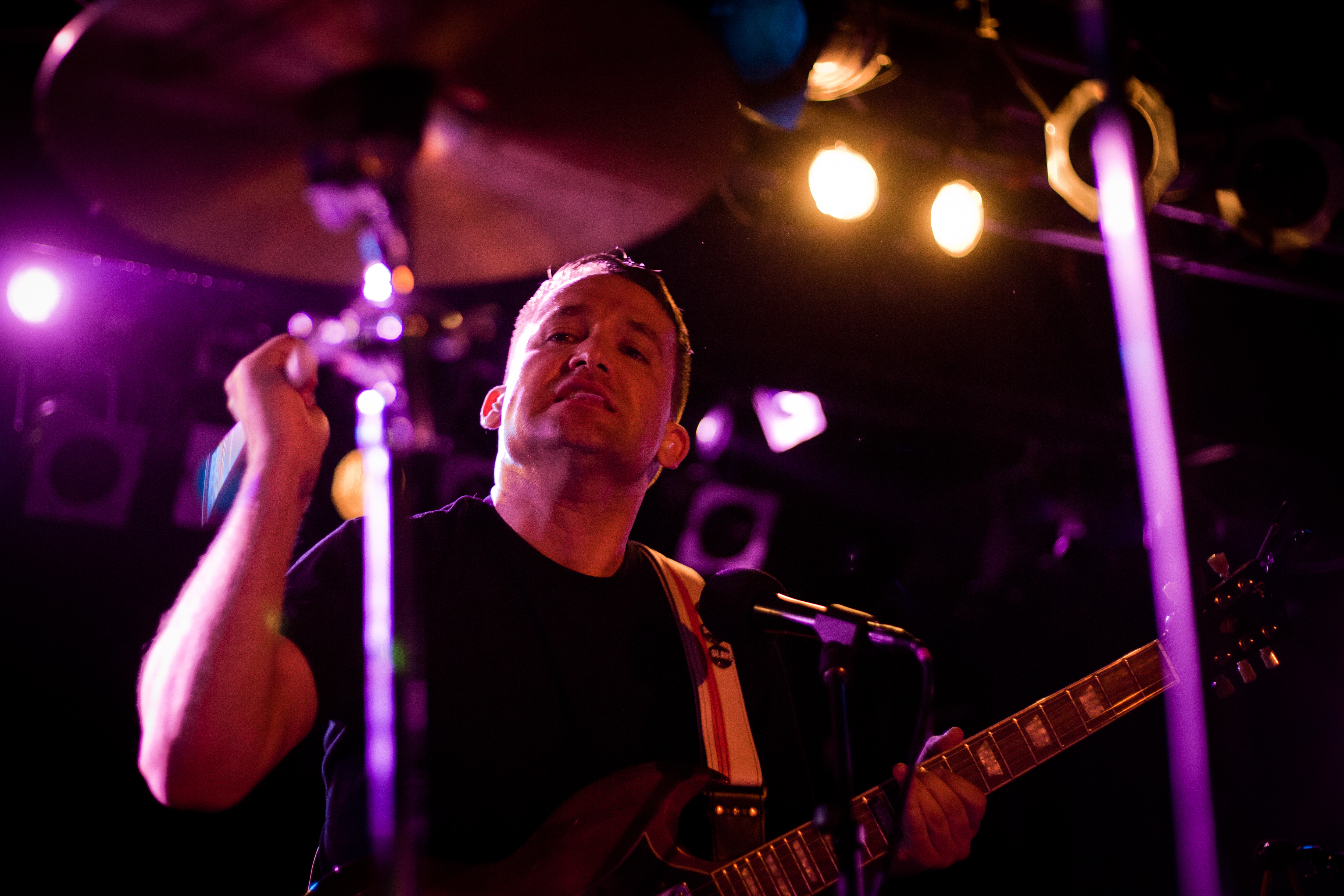
Jamie Stewart lors d'une performance à Stockholm, en Suède, en novembre 2010.

Le quatrième album de Xiu Xiu, La Forêt, est publié et se centre sur des sujets liés à « horrible moment d'horribles vies » et aux frustrations personnelles de Stewart vis-à-vis du président George W. Bush. La Forêt se caractérise par différents sons issus de la mandoline, de l'harmonium, de la clarinette, violoncelle, de l'autoharpe, et du tuba. Avec La Forêt, Xiu Xiu se joint au groupe expériemental italien Larsen pour former XXL, qui publiera un premier album studio intitulé ¡Ciaütistico! en 2005, suivi par son successeur ¿Spicchiology? en 2007.
En 2006, Stewart brise les traditions en terminant ses relations avec McCulloch. Il commence à enregistrer avec le batteur de Deerhoof, Greg Saunier, le cinquième album studio de Xiu Xiu, The Air Force. The Air Force est le premier morceau-titre de l'album qui ne fait pas participer Stewart au chant – avec McElroy chantant Hello From Eau Claire.
Un troisième EP – Tu Mi Piaci – de chansons originellement enregistrées par des groupes comme Bauhaus, Nedelle, Big Star, The Pussycat Dolls, et Nina Simone est publié en 2006, en plus d'une collaboration avec Grouper, intitulée Creepshow. Peu après, Xiu Xiu enregistre son sixième album, Women as Lovers (2008). Leur plus long LP en date, Women as Lovers, tente de s'ancrer dans les influences synth-pop du groupe. Le duo Stewart et McElroy avec Michael Gira de Swans font une reprise de Under Pressure de David Bowie et Queen. Hoff quittera peu après que le groupe ait commencé à tourner.
En mai 2009, le départ de Caralee McElroy est révélé,. Des rumeurs circule sur son départ après cinq ans d'enregistrements et de tournées, aucune explication n'ayant été donné par le groupe de  darkwave Cold Cave, aquel elle participera et qu'elle quittera en 2010.

### DeAlwaysàGirl with Basket of Fruit(depuis 2010)
En 2010, Xiu Xiu quitte Kill Rock Stars et signe avec Bella Union et Polyvinyl,. Xiu Xiu publie Always osur ces nouveaux labels en 2012. Il obtient cinq étoiles de la part de The Independent et 9 sur 10 de Drowned in Sound.
En avril 2013, Stewart et Eugene Robinson de Oxbow publient leur album collaboratif Xiu Xiu and Eugene S. Robinson Present: Sal Mineo chez Important Records après avoir tournée en Europe ensemble en février,.

## Discographie

### Albums studio
- 2002 : Knife Play
- 2003 : A Promise
- 2004 : Fabulous Muscles
- 2005 : La Forêt
- 2006 : The Air Force
- 2008 : Women as Lovers
- 2010 : Dear God, I Hate Myself
- 2012 : Always
- 2013 : Nina (Reprises de 11 chansons de Nina Simone)
- 2014 : Angel Guts: Red Classroom
- 2014 : Unclouded Sky
- 2016 : Plays the Music of Twin Peaks (Exposition "David Lynch: Between Two Worlds" :  initialement commandé par la Queensland Gallery of Modern Art)
- 2017 : Forget
- 2019 : Girl with Basket of Fruit
- 2021 : OH NO (Album de duos)
- 2023 : Ignore Grief
- 2024 : 13" Frank Beltrame Italian Stiletto With Bison Horn Grips

### Compilations & Live
- 2003 : Fag Patrol (Versions acoustiques + inédits)
- 2005 : Life and Live (Live 2002-2003)
- 2007 : Remixed & Covered (Compilation période 2002-2006)
- 2014 : There Is No Right, There Is No Wrong: The Best Of Xiu Xiu 2002 - 2012